# Torneo Interbritannico 1904
Il Torneo Interbritannico 1904 fu la ventunesima edizione del torneo di calcio conteso tra le Home Nations dell'arcipelago britannico. Il torneo fu vinto dall'Inghilterra. 

## Risultati
| Data             | Luogo   | Squadra 1 | Risultato | Squadra 2   |
| ---------------- | ------- | --------- | --------- | ----------- |
| 29 febbraio 1904 | Wrexham | Galles    | 2 - 2     | Inghilterra |
| 12 marzo 1904    | Belfast | Irlanda   | 1 - 3     | Inghilterra |
| 12 marzo 1904    | Dundee  | Scozia    | 1 - 1     | Galles      |
| 21 marzo 1904    | Bangor  | Galles    | 0 - 1     | Irlanda     |
| 26 marzo 1904    | Dublino | Irlanda   | 1 - 1     | Scozia      |
| 9 aprile 1904    | Glasgow | Scozia    | 0 - 1     | Inghilterra |

## Classifica
| Pos | Squadra     | Pti | G | V | N | P | GF | GS |
| --- | ----------- | --- | - | - | - | - | -- | -- |
| 1   | Inghilterra | 5   | 3 | 2 | 1 | 0 | 6  | 3  |
| 2   | Irlanda     | 3   | 3 | 1 | 1 | 1 | 3  | 4  |
| 3   | Scozia      | 2   | 3 | 0 | 2 | 1 | 2  | 3  |
| 3   | Galles      | 2   | 3 | 0 | 2 | 1 | 3  | 4  |

## Vincitore
| Campione 1904 Inghilterra |